# 遊眠
遊眠（ゆうみん）は日本の漫画家。主に小学館で活動している。時事ネタを織り交ぜたシュールなギャグが特徴。

## 受賞歴
- （カリスマ）整体新米臨時教師 ゴトサン（小学館新人コミック大賞 第56回（2005年前期） 少年部門 佳作）

## 作品

### 連載
- 本日のギャグのおすすめ（クラブサンデー2009年3月31日 - 連載中）

### 読切
- （カリスマ）整体新米臨時教師 ゴトサン（週刊少年サンデー超2005年9月25日号）
- 天晴れ! 半ケツ侍（週刊少年サンデー2005年46号）
- 副キャプテン椿（週刊少年サンデー超2006年9月25日号）
- はぐれ大サーカス ヌーボー（週刊少年サンデー超2007年1月25日号）
- はぐれ大サーカス ヌーボー（週刊少年サンデー2007年33号）
- Jとオサム（週刊少年サンデー超2008年11月25日号）